# ICC World Twenty20 Qualifier 2013
Der ICC World Twenty20 Qualifier 2013 war das Qualifikationsturnier für den ICC World Twenty20 2014 und fand zwischen dem 15. und 30. November 2013 in den Vereinigten Arabischen Emiraten statt. Neben den sechs Associate und Affiliate Membern des ICC, die beim letzten Qualifikationsturnier am besten Abschnitten und dem Gastgeber qualifizierten sich weitere 9 Mannschaften über regionale Vorqualifikationen. Im Finale setzte sich Irland gegen Afghanistan mit 68 Runs durch und beide qualifizierten sich für das Finalturnier. Weitere Mannschaften, die sich bei diesem Turnier qualifizieren konnten, sind Nepal, Vereinigte Arabische Emirate, die Niederlande und Hongkong.

## Teilnehmer
Es nahmen die Nationalmannschaften der Länder teil, die bei der letzten Qualifikation zum ICC World Twenty20 2012 am besten Abschnitten:
| - Afghanistan - Irland - Kanada | - Namibia - Niederlande - Schottland |

Des Weiteren qualifizieren sich der Gastgeber und 9 Mannschaften durch regionale Qualifikationsturniere:
| - Ver. Arab. Emirate (Gastgeber) - Kenia (Afrika 1) - Uganda (Afrika 2) - Vereinigte Staaten (Amerika 1) - Bermuda (Amerika 2) | - Nepal (Asien 1) - Hongkong (Asien 2) - Italien (Europa 1) - Dänemark (Europa 2) - Papua-Neuguinea (Ostasien/Pazifik 1) |

## Format
Die sechzehn Mannschaften wurden in zwei Gruppen zu je acht Mannschaften aufgeteilt. In diesen spielten jeweils jedes Team gegen jedes andere. Die ersten drei jeder Gruppe schlagen den oben Qualifikationsweg ein, die viert- und fünftplatzierten jeder Gruppe den unteren. Im oberen Viertelfinale treten zunächst die zweit- und drittplatzierten über Kreuz gegeneinander an, dessen Sieger im oberen Halbfinale auf die Gruppenersten treffen. Die viert- und fünftplatzierten der Gruppen treten über Kreuz im unteren Viertelfinale an und die Sieger spielen im unteren Halbfinale gegen die Verlierer des oberen Viertelfinales. Anschließend werden die Plätze weiter ausgespielt und die ersten 6 qualifizieren sich für das Finalturnier.

## Turnier

### Vorrunde
Die Gruppenauslosungen wurden am 7. August 2013 bekanntgegeben.

#### Gruppe A
Tabelle
|                    | Sp. | S | N | U | NR | P  | NRR    |
| ------------------ | --- | - | - | - | -- | -- | ------ |
| Irland             | 7   | 6 | 0 | 0 | 1  | 13 | +2.058 |
| Hongkong           | 7   | 5 | 2 | 0 | 0  | 10 | +0.440 |
| Ver. Arab. Emirate | 7   | 5 | 2 | 0 | 0  | 10 | +0.269 |
| Namibia            | 7   | 4 | 3 | 0 | 0  | 8  | +0.197 |
| Italien            | 7   | 2 | 4 | 0 | 1  | 5  | +0.457 |
| Kanada             | 7   | 2 | 5 | 0 | 0  | 4  | −0.359 |
| Uganda             | 7   | 1 | 5 | 1 | 0  | 3  | −1.494 |
| Vereinigte Staaten | 7   | 1 | 5 | 1 | 0  | 3  | −1.646 |

#### Gruppe B
Tabelle
|                 | Sp. | S | N | NR | P  | NRR    |
| --------------- | --- | - | - | -- | -- | ------ |
| Afghanistan     | 7   | 6 | 1 | 0  | 12 | +1.207 |
| Niederlande     | 7   | 5 | 2 | 0  | 10 | +1.087 |
| Nepal           | 7   | 4 | 3 | 0  | 8  | +0.379 |
| Schottland      | 7   | 4 | 3 | 0  | 8  | +0.379 |
| Papua-Neuguinea | 7   | 3 | 3 | 1  | 7  | −0.053 |
| Kenia           | 7   | 3 | 4 | 0  | 6  | +1.071 |
| Bermuda         | 7   | 2 | 5 | 0  | 4  | −1.255 |
| Dänemark        | 7   | 0 | 6 | 1  | 1  | −3.216 |

### Endrunde

#### Viertelfinale oberer Qualifikationsweg
| 27. November Scorecard | Abu Dhabi | Hongkong 143-8 (20)         | – | Nepal 144-5 (20) |
|                        |           | Nepal gewinnt mit 5 Wickets |   |                  |

| 27. November Scorecard | Abu Dhabi | Ver. Arab. Emirate 117-8 (20)          | – | Niederlande 107-9 (20) |
|                        |           | Ver. Arab. Emirate gewinnt mit 10 Runs |   |                        |

#### Viertelfinale unterer Qualifikationsweg
| 27. November Scorecard | Abu Dhabi | Papua-Neuguinea 145-4 (20)          | – | Namibia 120 (18.1) |
|                        |           | Papua-Neuguinea gewinnt mit 25 Runs |   |                    |

| 27. November Scorecard | Abu Dhabi | Italien 125-8 (20)               | – | Schottland 126-3 (17.3) |
|                        |           | Schottland gewinnt mit 7 Wickets |   |                         |

#### Halbfinale oberer Qualifikationsweg
| 29. November Scorecard | Abu Dhabi | Nepal 90-8 (20)                   | – | Afghanistan 96-3 (14.2) |
|                        |           | Afghanistan gewinnt mit 7 Wickets |   |                         |

| 29. November Scorecard | Abu Dhabi | Irland 147-7 (20)          | – | Ver. Arab. Emirate 85 (17.4) |
|                        |           | Irland gewinnt mit 62 Runs |   |                              |

#### Halbfinale unterer Qualifikationsweg
| 28. November Scorecard | Abu Dhabi | Hongkong 137-9 (20)          | – | Papua-Neuguinea 108 (19.1) |
|                        |           | Hongkong gewinnt mit 29 Runs |   |                            |

| 28. November Scorecard | Abu Dhabi | Schottland 147-6 (20)             | – | Niederlande 149-2 (17.5) |
|                        |           | Niederlande gewinnt mit 8 Wickets |   |                          |

#### Spiel um Platz 15
| 26. November Scorecard | Sharjah | Vereinigte Staaten 145-7 (20)          | – | Dänemark 124-9 (20) |
|                        |         | Vereinigte Staaten gewinnt mit 21 Runs |   |                     |

#### Spiel um Platz 13
| 26. November Scorecard | Dubai | Uganda 134-7 (20)          | – | Bermuda 123-4 (20) |
|                        |       | Uganda gewinnt mit 11 Runs |   |                    |

#### Spiel um Platz 11
| 26. November Scorecard | Dubai | Kenia 146-7 (20)          | – | Kanada 125 (19.2) |
|                        |       | Kenia gewinnt mit 21 Runs |   |                   |

#### Spiel um Platz 9
| 28. November Scorecard | Abu Dhabi | Italien 130-9 (20)          | – | Namibia 105 (19.4) |
|                        |           | Italien gewinnt mit 25 Runs |   |                    |

#### Spiel um Platz 7
| 28. November Scorecard | Abu Dhabi | Papua-Neuguinea 143-5 (20)       | – | Schottland 146-5 (20) |
|                        |           | Schottland gewinnt mit 5 Wickets |   |                       |

#### Spiel um Platz 5
| 29. November Scorecard | Abu Dhabi | Hongkong 121-7 (20)               | – | Niederlande 124-3 (18.4) |
|                        |           | Niederlande gewinnt mit 7 Wickets |   |                          |

#### Spiel um Platz 3
| 30. November Scorecard | Abu Dhabi | Ver. Arab. Emirate 131-5 (20) | – | Nepal 133-5 (19.2) |
|                        |           | Nepal gewinnt mit 5 Wickets   |   |                    |

#### Finale
| 30. November Scorecard | Abu Dhabi | Irland 225-7 (20)          | – | Afghanistan 157 (18.5) |
|                        |           | Irland gewinnt mit 68 Runs |   |                        |